# Fontaneplatz
Der Fontaneplatz liegt im Berliner Ortsteil Tiergarten des Bezirks Mitte.

## Lage und Ausdehnung

Robert Rauschenberg Riding Bikes, Berlin, 1998

Das Weinhaus Huth stand ursprünglich direkt an der (alten) Linkstraße. Diese erhielt im Zuge der Neubebauung des Potsdamer Platzes eine parallel nach Osten verschobene neue Trasse und die hinter dem Weinhaus entstandene Freifläche wurde als Fontaneplatz neu angelegt. Der Platz liegt zwischen dem Einkaufszentrum Potsdamer Platz Arkaden und dem Potsdamer Platz 11 (ursprünglich: Forum-Tower), vor dem Weinhaus Huth mit Blick auf den Tilla-Durieux-Park. Es gibt einen Fußgängerdurchgang zur Alten Potsdamer Straße. Wegen wiederholter Vandalismusschäden musste die Skulptur Riding Bikes von Pop-Art-Künstler Robert Rauschenberg entfernt werden, die zur Kunstsammlung der Daimler-Benz AG gehört.

## Namensgebung
Benannt ist der Platz seit 13. Dezember 1997 nach dem Schriftsteller Theodor Fontane.